# Dialekty panońskie
     Dialekty panońskie

Ugrupowania dialektów języka słoweńskiego
Dialekty panońskie

Dialekty panońskie (słoweń. panonska narečna skupina) – jedna z siedmiu najczęściej wyróżnianych grup dialektów słoweńskich. Dialekty panońskie zajmują terytorium północno-wschodniego krańca Słowenii, a także część przyległych terenów węgierskich. Szczególnie wyróżnia się peryferyjny dialekt prekmurski używany za rzeką Murą, mający ponad dwuwiekową tradycję literacką.

## Cechy językowe
Dialekty panońskie wyróżniają się następującymi cechami językowymi:
- jedna intonacja opadająca[1],
- rozwój prasłowiańskich jerów w sylabach długich w ẹ̄, jak w dialektach styryjskich, np. tệst < psł. *tъstь[1],
- dyftongizacja dawnego *ě (jać) w sylabach długich w ei̯, np. brei̯k < psł. *bergъ[1],
- przejściem ū w ü, np. lübiti < psł. *ľubiti[1].